# Ulrich d'Augsbourg
Pour les articles homonymes, voir Ulric.
Ulrich d'Augsbourg, en allemand Ulrich von Augsburg (v. 890 - v. 973), est un religieux alémanique ou souabe du Xe siècle, évêque d'Augsbourg de 923 à 973. Il a été inhumé dans l'église Saint-Ulrich-et-Sainte-Afre d'Augsbourg.
Ulrich a été le premier catholique canonisé par décision de Rome. Son culte de saint thérapeute s'est propagé précocement dans le duché d'Alémanie, réunissant Alsace et Souabe, puis répandu au XIe siècle dans l'ensemble de l'empire ottonien. Il est honoré le 4 juillet.

## Biographie religieuse
Ulrich est né en 890 près de Zurich. Sa famille, responsable du comté de Dillingen-Kyburg, était originaire de Souabe. De nature gracile et frêle, il est, par exception de sang noble, accepté comme novice et moinillon pour étudier au monastère de Saint-Gall. Il vivait dans la simplicité et la pauvreté.
À la fin de ses études à 16 ans, il hésite entre la prêtrise et la vie monastique. Il est alors envoyé, en 909, auprès de son oncle Adalbéron, puissant évêque d'Augsbourg, pour servir de camérier et approfondir ses études. Il y resta jusqu'à la mort de l'évêque, le 28 avril 910, et retourna chez ses parents, où il resta jusqu'à la mort de l'évêque Hiltine, le 28 novembre 923.
Grâce à l'influence de son oncle Burchard ou Burckart II, duc d'Alsace et de Souabe, Ulrich est alors nommé évêque d'Augsbourg par Henri Ier de Germanie et ordonné le 28 décembre 923.
À ce poste, il améliore la condition du clergé, et renforce l'observance des lois de l'église. Il fait construire de nombreuses églises, afin de rendre la religion plus présente au peuple, et fait de multiples visites pastorales.
Tandis que les Magyars envahissent les territoires de Bavière et de Souabe, l'évêque Ulrich défend sa ville d'Augsbourg, et fait construire d'importantes fortifications ainsi qu'un réseau de châteaux pour se défendre des attaques ennemies. Durant ces agressions, de nombreuses églises sont détruites, qu'Ulrich fait reconstruire. Il évite un conflit armé entre l'empereur Otton Ier et son fils, et lui reste toujours fidèle.
Otton Ier lui accorde le privilège de battre monnaie.
Ulrich participe à de nombreux synodes, à Ingelheim en 948, à Augsbourg en 952, Rome en 972, et de nouveau à Ingelheim en 972.
Après sa mort, en 973, il est inhumé dans l'église dédiée à sainte Afre qu'il avait lui-même fait reconstruire à Augsbourg pour ses prédécesseurs. De nombreux miracles ont été observés auprès de sa tombe.

## Vénération
Ulrich a été canonisé le 4 juillet 993 par le pape Jean XV. Il est le premier saint à avoir été canonisé officiellement par le pape. Auparavant, les personnalités considérées comme saintes l'étaient par approbation de l'évêque local et de son clergé, incités par la réputation de sainteté qu'il constatait en prêtant attention à la vox populi. Cette canonisation papale n'empêche pas Ulrich d'avoir été auparavant canonisé dans son diocèse.
Sa fête a été fixée au 4 juillet.

## Culte populaire
Le culte de saint Ulrich doit beaucoup à Luitgarde, la propre sœur d'Ulrich qui était la mère du puissant duc d'Alsace et de Souabe, Conrad. Luitgarde et Ulrich sont aussi, durant leur vie, les cousins familiers du duc Burchard III de Souabe. En réalité, ce dernier devait à son ancêtre Burchard Ier d'être le titulaire de la charge du duché d'Alémanie, reconstitution d'une entité fiscale homogène en 917 par Conrad Ier de Germanie, regroupant l'Alsace et la Souabe.
Si l'office ducal de trois générations de Conradiens, de 983 à 1012, a permis de marquer efficacement l'espace religieux souabe et alsacien, par la présence du saint protecteur de la famille, le vénérable Ulrich, qui était l'oncle ou le grand-oncle des ducs d'Alémanie, la raison du succès est sans doute dans l'efficacité de l'administration de la Souabe et de l'Alsace. Le duché souabe connaît à partir du règne de Burchard III un lent redressement économique, suivi d'une croissance démographique et culturelle rapide. Ces mutations incitent des familles nobles à envoyer leurs hommes de guerre, assurant la sécurité, avec leurs cadets vers la Lotharingie, vers les contreforts alpins et l'Italie des cités fascinantes, vers la Franconie rhénane, la Bavière ou les marches slaves. Un grand nombre de familles nobles lorraines, en ce tournant du Xe et du XIe siècle, est issue de cet apport alsacien et souabe. Les créations domaniales, par exemple les comtés de Lunéville ou de Dabo, semblent s'opérer à leur profit. Après avoir animé un parti souabe autour des comtes de Metz, elles ont contribué à ébranler l'immense puissance initiale de la maison d'Ardennes, à faire avorter durablement la création d'une principauté lorraine, pourtant ardemment souhaitée par la duchesse Béatrix et ses héritiers, et à installer plus tard à la tête du duché de Haute Lorraine la famille représentante de ce parti souabe, celle de Gérard d'Alsace, petit-fils d'un obscur comte de Metz.
Même les paysans alémaniques embrayent à leur façon ce mouvement d'expansion aux confins des finages montagnards, que ce soient dans les hautes contrées ou Oberländer du duché, par exemple en Forêt-Noire, ou dans les montagnes frontalières, à commencer par les Vosges et la Suisse alémanique, en particulier l'Oberland bernois. Les paysans walsers, habitants des Alpes centrales et méridionales, en sont les héritiers tardifs.
Ulrich qui est, avec les évêques ottoniens, un des véritables organisateurs de la gestion fiscale et administrative de l'empire, est aussi un des premiers acteurs de la défense contre les incursions hongroises. Ce chef caché, premier vainqueur de la bataille de Lechfeld a été récompensé après sa mort pour son dévouement à la cause impériale. Sa figure est entrée dans l'imagerie ottonienne.

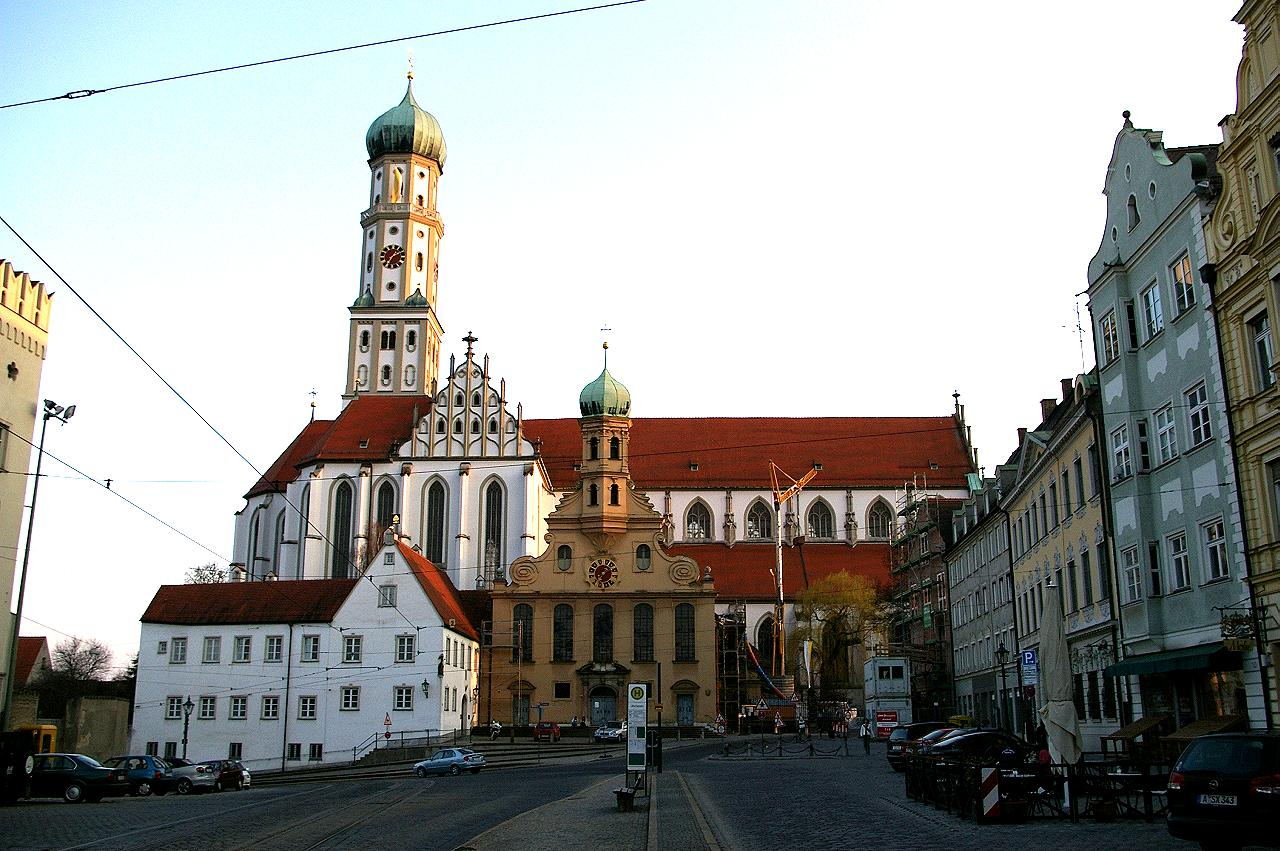
La basilique Saint-Ulrich-et-Sainte-Afre derrière l'église protestante d'Ulrich (Ulrichskirche), Augsbourg, Allemagne.

Saint Ulrich semble avoir été associé à saint Gall sur les anciens thermes ou lieux honorés de sources. Il soignait la gale et les maladies de peau. Mais dans les sanctuaires des eaux, son intercession a été demandée pour les écrouelles, les scrofules, l'hystérie, les rhumatismes, voire la tuberculose à l'époque moderne.
Il a ainsi remplacé sainte Barbe à Avolsheim dont les bains soignaient les petits scrofuleux encore à la fin du XIXe siècle. Il a laissé son patronage en Alsace à de multiples fontaines et chapelles, parmi lesquelles celles de Fegersheim, celle du Holzbad à Westhouse-Benfeld. Une source à Wittersheim, une église à Altenstadt en Outre-Forêt, une chapelle au château des Rappolstein, dénommé depuis Saint-Ulrich, lui sont consacrées.
Son culte était aussi très répandu en Suisse, en Souabe, en Bavière mais aussi en Lorraine où il est connu sous le diminutif de saint Oury ou en Tchéquie où il prend le nom de saint Oldrich, ou en Italie, celui de Sant'Ulderico (voir par exemple l'église Sant'Ulderico d'Ivrée).

## Sources
- (en)  Cet article contient des extraits traduits d'un article de la Catholic Encyclopedia dont le contenu se trouve dans le domaine public.

- (en) Cet article est partiellement ou en totalité issu de l’article de Wikipédia en anglais intitulé « Ulrich of Augsburg » (voir la liste des auteurs).